# Tele 7
Tele 7 es un medio de comunicación vasco que emite desde Baracaldo (Vizcaya) e informa sobre la Margen Izquierda, Margen Derecha, Zona Minera y Vizcaya. Dispone de un canal de televisión y una emisora de radio (Radio 7), a través de su página web también comunican la última hora de lo que ocurre en toda la provincia de Vizcaya.

### Página web
Las secciones que aparecen en Tele7 están relacionadas con Vizcaya. Facilita la búsqueda mediante diferentes apartados:
- Noticias
- Margen Izquierda: Baracaldo, Sestao, Santurce, Portugalete
- Margen Derecha: Erandio, Lejona, Guecho
- Zona Minera: Valle de Trápaga, Ortuella, Musques, Abanto_y_Ciérvana, Ciérvana
- Vizcaya: Bilbao
- Deportes: Últimas noticias, Nuestro Fútbol, Retransmisiones Deportivas, Tertulias Radiofónicas

Por otro lado, da la oportunidad de ver su canal de televisión y escuchar su emisora de radio en directo. Al igual que ver su programación diaria de toda la semana en ambas plataformas.
Incluye las redes sociales por las que puedes interactuar con ellos, y mediante la pestaña “Contacto” enviar vía correo electrónico cualquier sugerencia. 

## Dirección del medio
El Director Gerente de este medio es Javier Pikaza López. Su Director Comercial es Txema Parra Villamañán. La jefa de informativos le corresponde a Yolanda Alicia González, y por último, el Jefe de Deportes de Tele7 es Francisco José Prieto García.

## Modelo de negocio
Tele7 es un canal totalmente gratuito. Se puede acceder a él mediante la televisión analógica y TDT (canales 31 y 48 en Bilbao y canal 26 en Cantabria). Además a través del cable de Euskaltel en el canal 993 en todo Vizcaya y en el 917 en Guipúzcoa y Álava.
Gran parte de sus ingresos provienen de la publicidad. El precio para publicar un anuncio en su canal de televisión oscila entre los 81€ y los 606€, todo depende de la duración del anuncio y en la franja horaria que se quiera emitir.

## Difusión
En 2020 el número de usuarios de su página web aumentó un 185%, registrando cerca de 3 millones y medio de visitas. Un incremento superior al 334% respecto al año pasado. A su vez, las visitas y los seguidores de todas las redes sociales de Tele7 han aumentado de manera significativa.